# Glykolipid
Glykolipid är en lipid med en kolhydrat fäst med en glukosidbindning (kovalent).
Glykolipiderna förekommer framför allt i cellmembranet, där de har olika funktioner. Till exempel kan de fungera som ett skyddande lager mot slitning. Eftersom olika celler har specifika uppsättningar glykolipider kan de användas av andra celler som igenkänningssignal. En del bakterier och virus använder sig av detta, men även immunförsvaret. Glykolipider finns på ytan av alla eukaryota cellmembran, där de sträcker sig från fosfolipiddubbelskiktet in i den extracellulära miljön.

## Struktur

Glykolipid

Den väsentliga egenskapen hos en glykolipid är närvaron av en monosackarid eller oligosackarid bunden till en lipiddel. De vanligaste lipiderna i cellmembranen är glycerolipider och sfingolipider, som har glycerol respektive sfingosinryggrad. Fettsyror är kopplade till denna ryggrad, så att lipiden som helhet har ett polärt huvud och en opolär svans. Lipiddubbelskiktet i cellmembranet består av två lager av lipider, med de inre och yttre ytorna av membranet som består av de polära huvudgrupperna och den inre delen av membranet består av de opolära fettsyrasvansarna. 
Sackariderna som är fästa vid de polära huvudgrupperna på utsidan av cellen är ligandkomponenterna av glykolipider, och är likaså polära, vilket gör att de är lösliga i den vattenhaltiga miljön som omger cellen. Lipiden och sackariden bildar ett glykokonjugat genom en glykosidbindning, som är en kovalent bindning. Det anomera kolet i sockret binder till en fri hydroxylgrupp på lipidryggraden. Strukturen hos dessa sackarider varierar beroende på strukturen hos de molekyler som de binder till. 

## Metabolism

### Glykosyltransferaser
Enzymer som kallas glykosyltransferaser länkar sackariden till lipidmolekylen, och spelar även en roll för att sätta ihop rätt oligosackarid så att rätt receptor kan aktiveras på cellen som svarar på närvaron av glykolipiden på cellens yta. Glykolipiden sätts ihop i Golgiapparaten och bäddas in i ytan av en vesikel som sedan transporteras till cellmembranet. Vesikeln smälter samman med cellmembranet så att glykolipiden kan presenteras på cellens utsida.

### Glykosidhydrolaser
Glykosidhydrolaser katalyserar brytningen av glykosidbindningar. De används för att modifiera oligosackaridstrukturen hos glykanen efter att den har lagts till lipiden. De kan också ta bort glykaner från glykolipider för att förvandla dem tillbaka till omodifierade lipider.

### Defekter i metabolismen
Sfingolipdoser är en grupp sjukdomar som är förknippade med ackumulering av sfingolipider som inte har brutits ned korrekt, normalt på grund av en defekt i ett glykosidhydrolasenzym. Sfingolipdoser är vanligtvis ärftliga och deras effekter beror på vilket enzym som påverkas och graden av försämring. Ett anmärkningsvärt exempel är Niemann-Picks sjukdom som kan orsaka smärta och skada på neurala nätverk.

## Funktion

### Cell-cell interaktioner
Den huvudsakliga funktionen för glykolipider i kroppen är att fungera som igenkänningsställen för cell-cell-interaktioner. Glykolipidens sackarid binder till en specifik komplementär kolhydrat eller till ett lektin (kolhydratbindande protein) från en angränsande cell. Interaktionen mellan dessa cellytmarkörer är grunden för celligenkänning och initierar cellulära svar som bidrar till aktiviteter som reglering, tillväxt och apoptos.

### Immunsvar
Ett exempel på hur glykolipider fungerar i kroppen är interaktionen mellan leukocyter och endotelceller under inflammation. Selectiner, en klass av lektiner som finns på ytan av leukocyter och endotelceller binder till kolhydraterna fästa vid glykolipider för att initiera immunsvaret. Denna bindning gör att leukocyter lämnar cirkulationen och samlas nära platsen för inflammation. Detta är den initiala bindningsmekanismen, som följs av uttrycket av integriner som bildar starkare bindningar och tillåter leukocyter att migrera mot platsen för inflammation. Glykolipider svarar också  för andra reaktioner, särskilt identifiering av värdceller av virus.

### Blodtyper
Blodtyper är ett exempel på hur glykolipider på cellmembranen förmedlar cellinteraktioner med den omgivande miljön. De fyra huvudsakliga mänskliga blodgrupperna (A, B, AB, O) bestäms av oligosackariden fäst till en specifik glykolipid på ytan av röda blodkroppar, som fungerar som ett antigen. Det omodifierade antigenet, som kallas H-antigenet, är kännetecknet för typ O och finns på röda blodkroppar av alla blodtyper. Blodgrupp A har en N-acetylgalaktosamin tillsatt som den huvudsakliga bestämningsstrukturen, grupp B har en galaktos och grupp AB har alla dessa tre antigener. Antigener som inte finns i en individs blod kommer att orsaka att antikroppar produceras, som kommer att binda till de främmande glykolipiderna. Av denna anledning kan personer med blodgrupp AB få transfusioner från alla blodtyper (den universella acceptorn), och personer med blodgrupp O kan fungera som givare till alla blodtyper (den universella donatorn).

## Typer av glykolipider

Kemisk struktur hos glykolipider

- Glykoglycerolipider: en undergrupp av glykolipider som kännetecknas av en acetylerad eller icke-acetylerad glycerol med minst en fettsyra som lipidkomplex. Glyceroglykolipider är ofta förknippade med fotosyntetiska membran och deras funktioner. Underkategorierna av glyceroglykolipider beror på den anslutna kolhydraten.[11]

- Glykosfingolipider : en undergrupp av glykolipider baserad på sfingolipider . Glykosfingolipider finns mestadels i nervvävnad och är ansvariga för cellsignalering.[12]

- Sackarolipider